# 저 산 너머
"저 산 너머"는 2020년에 개봉한 대한민국의 영화이다.

## 캐스팅
- 이경훈 : 김수환 스테파노 추기경 역
- 이항나 : 서중화 마르티나 (김수환 어머니)역
- 안내상 : 김영석 요셉 (김수환 아버지) 역
- 강신일 : 윤신부 역
- 송창의 : 김익현 (김수환 할아버지) 역
- 이열음 : 강말손 (김수환 할머니)역
- 황현빈 : 큰 누나 역
- 정상현 : 김동한 가롤로 신부 (김수환 형) 역
- 이슬비 : 선자 역
- 김동화 : 진구 역
- 임한빈 : 만길 역
- 백승호 : 용식 역
- 윤석호 : 봉팔 역
- 우현 : 옹기전주인 역
- 김영재 : 김대건 안드레아 신부 역
- 김기천 : 인삼가게주인 역
- 김원진 : 만길아버지 역
- 최원석 : 현감 역
- 윤슬 : 학교선생님 역
- 진서 : 행상길집주인 역
- 이신 : 신이 역
- 안광훈 : 주교 역
- 이도엽 : 서품식사회자 역
- 임일규 : 수품자 1 역
- 김요영 : 수품자 2 역
- 김형도 : 옹기장수 1 역
- 우명희 : 옹기장수 2 역
- 김달수 : 옹기장수 3 역
- 전지학 : 북어상인 역
- 김관장 : 국화빵장수 역
- 권윤하 : 국화빵장수 딸 / 학교 동급생 11 역
- 전민호 : 국화빵사는사람 역
- 최지호 : 선자동생 역
- 장서진 : 세례받는 아이 역
- 윤상혁 : 여드름청년 역
- 손영만 : 상여소리꾼 역
- 박현근 : 대장장이 역
- 권겸민 : 과거신도 1 역
- 박현욱 : 과거신도 2 역
- 유병선 : 포졸 1 역
- 이정훈 : 포졸 2 역
- 이성호 : 관아서기 역
- 이종명 : 이방 역
- 권한준 : 한의사 역
- 심언재 : 장터심서방 역
- 남상원 : 장기심판 역
- 박두서 : 장기꾼 1 역
- 윤석헌 : 장기꾼 2 역
- 윤용덕 : 장기구경꾼 역
- 백장현 : 장터지게꾼 역
- 김정자 : 장터주모 역
- 전삼곤 : 장터주정꾼 역
- 백승현 : 장터 짐꾼 아이 / 학교 동급생 4 역
- 이한슬 : 장터 아낙 역
- 강호운 : 장터막걸리남 역
- 여칠식 : 사제 서품식 신자 1 역
- 이해숙 : 사제 서품식 신자 2 역
- 염수녀 : 사제 서품식 수녀 1 역
- 최미령 : 사제 서품식 수녀 2 역
- 이연 : 사제 서품식 복사 1 역
- 손범경 : 사제 서품식 복사 2 역
- 최재욱 : 장례 참석 마을주민 1 역
- 김도천 : 장례 참석 마을주민 2 역
- 포라마디 세예드레자 : 외국인 신부 1 역
- 바그노 이브게니 : 외국인 신부 2 역
- 페티브 알렉산드르 : 외국인 신부 3 역
- 체르냐에프 콘스탄틴 : 외국인 신부 4 역
- 김해승 : 서리하는 아이 1 역
- 김지황 : 서리하는 아이 1 역
- 오성진 : 일본 아이 1 역
- 노은준 : 일본 아이 2 역
- 신재민 : 일본 아이 3 역
- 김서윤 : 일본 아이 4 역
- 김도윤 : 일본 아이 5 역
- 최한결 : 일본 아이 6 역
- 윤서진 : 일본 아이 7 역
- 임채헌 : 일본 아이 8 역
- 김승원 : 일본 아이 9 역
- 이서준 : 학교 동급생 1 역
- 김민준 : 학교 동급생 2 역
- 우주혁 : 학교 동급생 3 역
- 박준희 : 학교 동급생 5 역
- 정진우 : 학교 동급생 6 역
- 김민우 : 학교 동급생 7 역
- 김주빈 : 학교 동급생 8 역
- 엄주연 : 학교 동급생 9 역
- 이예주 : 학교 동급생 10 역
- 권은서 : 학교 동급생 12 역